# Azes I

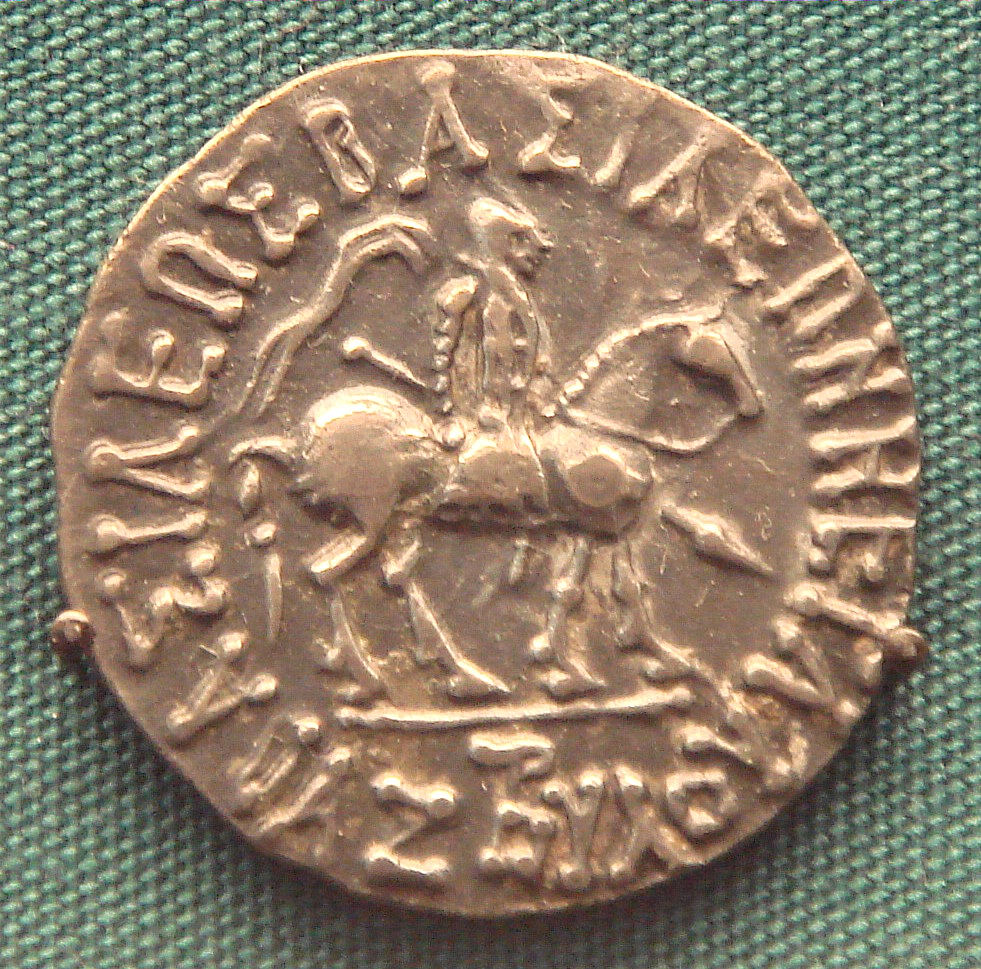
Moneda d'Azes I (57-35 aC)

Azes I — Azou en grec— fou un rei indoescita, considerat per alguns historiadors d'arrel parta i per altres escita. Va completar el domini escita al nord de l'Índia. De la interpretació de la inscripció en kharosthi de les monedes podria ser que el seu regnat s'hagués iniciat vers el 58 aC. Hauria succeït de fet a Maues governant vers 57 a 35 aC. Duia el títol de Basileos Basileon Megalou (gran reis de reis).
Maues havia dominat Gandhara i els seus successors havien arribat fins a Mathura a Uttar Pradesh vers el 85 o 80 aC però no van poder conquerir tots els territoris dels indogrecs que van conservar les terres més enllà del riu Jhelum, i finalment foren expulsats pels indogrecs, probablement a la mort de Maues.
Per les seves monedes, després reutilitzades per Azilises, se sap que Azes I fou anterior a aquest. Les seves monedes foren copiades per Gondofares de Tàxila, rei al darrer quart del segle I aC.
Azes I finalment va poder derrotar a Hipòstrat (vers 65-55 aC) i conquerir el Panjab occidental, després de vèncer una forta i tenaç resistència. Algunes monedes d'Azes mostren a Posidó vencent a un déu-riu amb corns, suggerint una victòria naval en un riu, probablement el Jhelum. Va emetre monedes a Pushkalavati (a Gandhara), a Tàxila, i a l'Indus mitjà en un lloc desconegut que no és Aracòsia. No se sap quan va regnar i el va succeir Azilises.

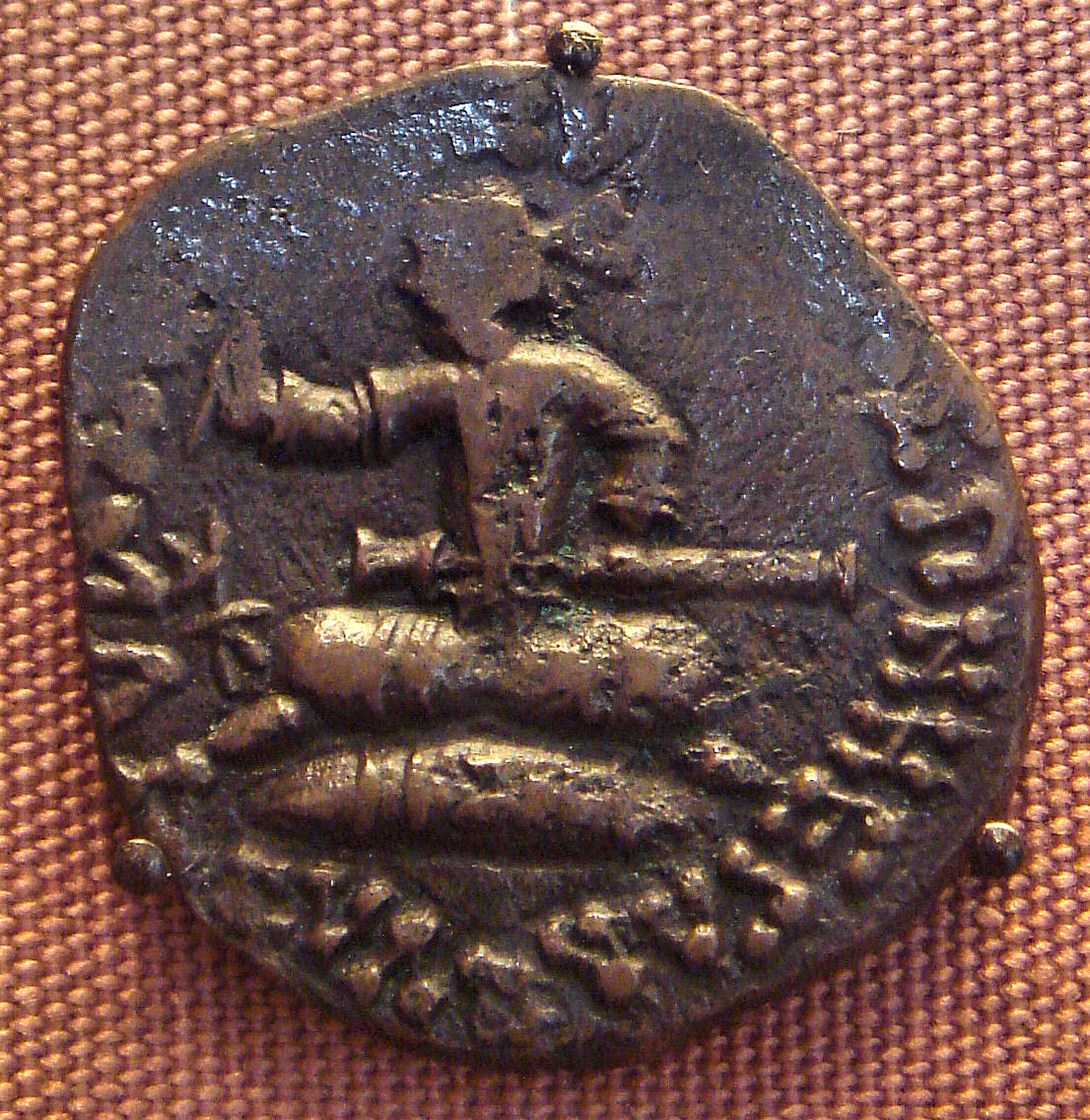
Moneda d'Azes I, bust del rei

El llegat principal d'Azes fou la fundació d'una nova era temporal, coneguda com era d'Azes; es creia generalment que aquesta era va començar sota els seus successors simplement perquè van començar a comptar els anys continuant segons els que havia regnat Azes; però el professor Harry Falk ha presentat darrerament una inscripció en diverses conferències en les que es data el regnat d'Azes i suggereix que l'era hauria començat en temps del mateix Azes; els principals historiadors daten l'inici de l'era d'Azes el 58 aC i pensen que és la mateix que després es va anomenar era de Malwa o de Vikrama; no obstant una inscripció descoberta recentment datada en les eres grega i d'Azes suggereix que aquest no era el cas; la inscripció dona una relació entre les dues eres: l'era d'Azes era 128 més que l'era grega; com que l'era grega suposadament s'iniciava el 173 aC, exactament 300 anys abans del primer any de l'era de Kanishka, l'era d'Azes començaria vers el 45 aC.
Segons això doncs Azes I no va regnar del 58/57 al 35 sinó de vers el 45 al 20 aC i, per tant, Azes I i Azes II serien el mateix rei, cosa reforçada perquè s'ha trobat una moneda del suposat Azes II regravada per Azes I.